# Pretty Vacant: The Best of 1976
Pretty Vacant: The Best of 1976 es un álbum recopilatorio de los Sex Pistols, lanzado en 1999.

## Lista de canciones
Todas las canciones escritas por Cook/Jones/Matlock/Rotten excepto donde sea indicado
1. "Anarchy in the U.K." (4:08)
2. "God Save the Queen" (3:37)
3. "Pretty Vacant" (3:08)
4. "I Wanna Be Me" (3:10)
5. "Satellite" (4:08)
6. "E.M.I." (3:14)
7. "Liar" (2:42)
8. "No Fun" (David Alexander/Ron Asheton/Scott Asheton /Iggy Pop) (7:03)
9. I'm a Lazy Sod (1:58)
10. "New York" (2:59)
11. "No Lip" (3:20)
12. "Substitute" (Pete Townshend) (3:02)
13. "Problems" (4:17)
14. "No Feelings" (2:48)

## Personal
- Johnny Rotten - voz
- Steve Jones - guitarra, coros y bajo
- Glen Matlock - bajo
- Paul Cook - batería